# Jeanne du Barry
Jeanne du Barry es una película biográfica francesa, escrita, dirigida y producida por Maïwenn y protagonizada por ella misma y Johnny Depp en los papeles principales. Su trama se centra en Madame du Barry, quien usa su inteligencia y encanto para ascender en la escala social y convertirse en la favorita del rey Luis XV.
Jeanne du Barry es una producción de Why Not Productions e IN.2 film de Depp, una compañía hermana europea de Infinitum Nihil, con sede en Los Ángeles, y la empresa encargada de la distribución es Le Pacte. Con un presupuesto de 22,4 millones de dólares, fue una de las películas francesas más caras de 2022, siendo una de las tres únicas películas francesas con un presupuesto de más de diez millones de euros.
La película se estrenó el 16 de mayo de 2023, como película de apertura, en el Festival de Cine de Cannes de 2023, siendo estrenada en cines en Francia ese mismo día por Le Pacte, antes de su estreno en streaming quince meses después en Netflix también en Francia.

## Sinopsis
Jeanne, una joven de clase trabajadora hambrienta de cultura y placer, usa su inteligencia y encanto para subir los peldaños de la escala social uno por uno. Se convierte en la favorita del rey Luis XV que, desconociendo su condición de cortesana, recupera a través de ella su apetito por la vida. Se enamoran perdidamente y, contra todo decoro y etiqueta, Jeanne se muda a Versalles, donde su llegada escandaliza a la corte.

## Elenco
- Maïwenn como Jeanne du Barry, una plebeya que se convierte en la amante y favorita del rey Luis XV.
  - Emma Kaboré Dufour y Loli Bahia interpretan respectivamente a Jeanne cuando era niña y adolescente al comienzo de la película.
- Johnny Depp como Luis XV, el rey de Francia.
- Benjamin Lavernhe como Jean-Benjamin de La Borde, el premier valet de la chambre del rey
- Pierre Richard como Louis François Armand de Vignerot du Plessis, un miembro de alto rango de la corte francesa que presenta al rey a Jeanne.
- Melvil Poupaud como Guillaume du Barry, socio de Jeanne y más tarde esposo.
- Pascal Greggory como Emmanuel-Armand de Richelieu, duque de Aiguillon, sobrino del duque de Richelieu.
- India Hair como Adelaida de Francia, la hija legítima mayor superviviente del rey y su cuarta en general
- Suzanne de Baecque como Victoria de Francia, la quinta hija legítima del rey.
- Capucine Valmary como Luisa de Francia, la séptima hija legítima del rey
- Diego Le Fur como nieto del Rey y heredero al trono, para luego convertirse en Luis XVI.
- Pauline Pollmann como María Antonieta, la futura Reina de Francia
- Micha Lescot como Claude Florimond, conde de Mercy-Argenteau, el embajador de Austria en Francia
- Noémie Lvovsky como Ana de Arpajon, condesa de Noaille, una dama de honor.
- Marianne Basler como Anne Bécu, la madre de Jeanne.
  - Erika Sainte interpreta una versión más joven del personaje al comienzo de la película.
- Laura Le Velly como Sofía de Francia, la sexta hija legítima del rey.
- Robin Renucci como Roch-Claude Billard-Dumouceaux, un rico comerciante para quien la madre de Jeanne trabajaba como empleada doméstica.
- Patrick d'Assumçao como Étienne François, duque de Choiseul, un rival político del duque de Richelieu y su sobrino.
- Ibrahim Yaffa y Djibril Djimo como Zamor, respectivamente cuando era niño y adolescente, un esclavo indio regalado a Jeanne por el Rey cuando era niño.
- Teddy Lussi-Modeste como Germain Pichault de La Martinière, el cirujano del rey.
- Éric Denize como Anne-Charles Lorry, uno de los médicos del Rey.
- Raphaël Quenard como el Gran Chambelán de Francia.
- Grégoire Oestermann como el abad Louis-Nicolas Maudoux, confesor del rey.
- Coralie Russier como Beatriz de Choiseul-Stainville, hermana del duque de Choiseul.
- Aurélie Vérillon como Adélaïde Labille-Guiard.
- Luna Carpiaux y Marie Bokillon como Marie Louise Élisabeth Vigée Lebrun, respectivamente cuando era adolescente y adulta.
- Stanislas Stanic como narrador.

## Producción

### Desarrollo
En una entrevista con la revista Harper's Bazaar Francia, Maïwenn reveló que había querido dirigir una película sobre Madame du Barry desde 2006, después de ver la película María Antonieta de Sofia Coppola. Se sintió especialmente atraída por el personaje de Madame du Barry, interpretada por Asia Argento, y poco después empezó a leer biografías sobre ella. Durante los diez años siguientes, Maïwenn jugó con la idea de dirigir algún día una película de época, cuya protagonista fuera Madame du Barry, pero todavía estaba muy insegura, ya que temía que no fuera capaz de realizar una película comparable a otras realizadas sobre el tema. Después de leer muchas biografías sobre du Barry y ver muchas películas de época, como Barry Lyndon de Stanley Kubrick, María Antonieta de Sofia Coppola y La muerte de Luis XIV de Albert Serra, comenzó a crear el esquema de su propia película. Llegó a la conclusión de que estas tres películas, que le encantan, tienen en común el hecho de que utilizan un mínimo de diálogos.
Maïwenn escribió la película pensando en un actor francés para interpretar el papel del rey Luis XV, cuyo nombre no ha revelado. Cuando le presentó el guion después de tres años de escribirlo y él lo rechazó en cuestión de minutos, alegando, según Maïwenn, que «el cine está muerto» y que «sólo quedaba Netflix». Luego ofreció el papel a otro actor francés, cuyos problemas de salud le impidieron interpretar el papel. Después de esta decepción, le aconsejaron a Maïwenn que creara una lista de los actores que considerara apropiados, sin importar su origen. Así lo hizo, y el primer actor de la lista fue un americano, que le pareció accesible, pero no estaba interesado. El segundo actor fue Johnny Depp, a quien le enviaron el guion en un momento en que Maïwenn había perdido la esperanza de que el proyecto se materializara.
Antes de la Navidad de 2019, Maïwenn le ofreció el papel de Luis XV. Sin siquiera leer el guion, Depp aceptó inmediatamente, después de que su asistente y amigo, Stephen Deuters, que también es guionista y productor, lo leyera y le encantó. Después de que Depp hubiera perdido un juicio por difamación contra The Sun, en noviembre de 2020, Maïwenn no estaba segura de si Depp seguiría interesada en el proyecto, por lo que se puso en contacto con él y descubrió que temía que fuera ella la que no lo quisiera en la producción después del enorme interés mediático en el caso. Maïwenn le aseguró que la película no continuaría sin él y que era la única persona que pensaba que podría interpretar el papel.

### Casting
En enero de 2022, se anunció que Johnny Depp había sido seleccionado para interpretar al rey Luis XV. En mayo de 2022, Louis Garrel, Pierre Richard y Noémie Lvovsky fueron elegidos para papeles no revelados, mientras que Wild Bunch vendió los derechos de distribución de la película durante el Festival de Cine de Cannes de 2022. En julio de 2022, se reveló que la película se había rodado en francés, con Netflix a cargo de la distribución en Francia. Para julio de 2022, se eligieron a los actores Benjamin Lavernhe, Melvil Poupaud, Pascal Greggory e India Hair como parte del elenco de protagonistas.

### Rodaje
El rodaje comenzó el 26 de julio de 2022 en Versalles y otras regiones de París, durante once semanas. El 10 de agosto de 2022, Why Not Productions compartió la primera imagen teaser de Depp en el papel de Luis XV. La filmación terminó a mediados de octubre de 2022. El 1 de noviembre de 2022, la productora Wild Bunch International reveló los territorios clave que habían adquirido los derechos del drama. El mismo día se compartió otra imagen de Depp caracterizado.
Maïwenn concedió su primera entrevista sobre la película al semanal Le Journal de Dimanche el 31 de diciembre de 2022. En ella, mencionaba que su puesta en escena para la película «no es ni pop ni rock», a diferencia de la película de María Antonieta de Sofia Coppola, pero que sí ha tomado libertades con él y que espera que los «puristas» la critiquen. Además, comentó sobre la capacidad de Depp para transformarse en un personaje, llamándolo «un verdadero camaleón» al que realmente le gusta la transformación. Sobre los diálogos y el hecho de que Depp actuara por primera vez en francés, Maïwenn comentó que su película no hay muchos diálogos y que la expresividad de Depp es lo que la impresionó mucho.
Por primera vez en su carrera, Maïwenn decidió utilizar cámaras de película de 35 mm para filmar una película, utilizando película Barry Lyndon de Stanley Kubrick como modelo para lo que quería lograr visualmente. Dirigir la película interpretando al mismo tiempo el papel de una de sus protagonistas, fue un reto para Maïwenn, que decidió, al final del rodaje, que nunca más volvería a actuar en una película que ella misma dirigiera.
A principios de enero de 2023, se anunció que la productora Red Sea Film Foundation respaldaría financieramente la película. El 30 de marzo de 2023, se anunció que Jeanne Du Barry formaba parte del 33 % de todas las películas FIF aprobadas en 2022, que fueron dirigidas o codirigidas por una mujer y que era una de las tres únicas películas francesas con un presupuesto de más de 10 millones de euros y que el presupuesto final de la película sería de 22,4 millones de dólares.

## Estreno
El 5 de abril de 2023, se anunció oficialmente que Jeanne du Barry se estrenaría a nivel mundial, como película de apertura en la 76.º edición del Festival de Cine de Cannes, el 16 de mayo de 2023, antes de estrenarse en cines en Francia ese mismo día. En España se estrenó el 22 de septiembre.
Cuando se le preguntó sobre su decisión de elegir a Jeanne du Barry como la película de apertura del festival, durante una entrevista con Deadline el 13 de abril de 2023, el director del Festival de Cannes y crítico de cine francés, Thierry Frémaux, respondió diciendo que es una «hermosa película» «un éxito» y que «Johnny Depp está magnífico en ella [la película]».

## Recepción

### Taquilla
La película se estrenó inicialmente en 650 cines de toda Francia, recaudando casi 4,1 millones de dólares, con más de 550.000 entradas vendidas en las dos primeras semanas, convirtiéndose así en la mejor proyección en una década para una película de estreno en Cannes desde El gran Gatsby en 2013..

### Respuesta de la crítica
Jeanne du Barry recibió una calificación promedio de 3,1 de 5 estrellas en el sitio web francés AlloCiné, según 33 reseñas. En Rotten Tomatoes, el 53% de las 34 reseñas son positivas, con una calificación promedio de 4.9/10. Según Metacritic, que asignó una puntuación media ponderada de 51 sobre 100 basada en 13 críticas, la película obtuvo «críticas mixtas o promedio».
En lo que respecta a la prensa especializada las críticas han sido generalmente positivas, así Catherine Balle, en el diario francés Le Parisien, le dio a la película 4,5 de 5 estrellas escribiendo que «Maïwenn tiene éxito en una película clásica pero muy contemporánea y totalmente habitada». El periódico Le Journal du Dimanche le dio a la película 4 de 5 estrellas, escribiendo: «La película golpea el corazón con su romanticismo trágico, lirismo y diálogos cincelados que transmiten una feroz modernidad. Frente a la pareja formada por Maïwenn y Johnny Depp, en ósmosis, Benjamin Lavernhe recuerda la medida de su talento». Eric Neuhoff, para el diario Le Figaro, le dio a la película 3 de 4 estrellas calificándola de «brillante, con el efecto más agradable». Agregó que Maïwenn «merece el aplauso de la corte reunida».
Mientras que en el diario canadiense La Presse Rana Moussaoui elogió el francés de Depp y su expresión, escribiendo: «Con un francés casi perfecto, Depp impresiona especialmente con sus expresiones faciales, amorosas, divertidas o imperiosas, a lo largo de esta película filmada en varios castillos de Francia y en el estudio». Thierry Chèze en la revista Première le dio a la película 3 de 5 estrellas, elogiando la dirección de Maïwenn y su actuación y la de Depp, escribiendo: «Si Maïwenn seduce con su interpretación lúdica atravesada por momentos desgarradores de Jeanne, Johnny Depp, con su carisma, su habilidad para decir tanto con una simple mirada o un movimiento de su cuerpo, reina en la película sin aplastar a nadie». Además, escribió que la actuación de Depp como Luis XV «será recordada».